# تم‌سنتی
تم‌سنتی، روستایی در دهستان رمکان بخش مرکزی شهرستان قشم در استان هرمزگان ایران است.

## جمعیت
بر پایه سرشماری عمومی نفوس و مسکن در سال ۱۳۹۵، جمعیت این روستا برابر با ۲۸۷ نفر (۷۴ خانوار) بوده‌است.